# O Axé, a Voz e o Violão
O Axé, a Voz e o Violão é o sexto álbum ao vivo da artista musical brasileira Daniela Mercury, lançado em 30 de setembro de 2016 pela Biscoito Fino. Com o toque do violão de Alexandre Vargas, Daniela trouxe para o formato acústico sucessos da MPB e do axé music. O registro do show foi viabilizado através de parceria da empresa da artista, Páginas do Mar, com o Canal Brasil. A capa foi criada pelo Estúdio Roda sobre foto de Célia Santos.

## Lista de faixas
Créditos adaptados do website da gravadora Biscoito Fino.
| O Axé, a Voz e o Violão – Edição padrão |                                                                     |                                                                        |         |  |
| N.º                                     | Título                                                              | Compositor(es)                                                         | Duração |  |
| 1.                                      | "Dara"                                                              | Daniela Mercury                                                        | 5:40    |  |
| 2.                                      | "Ilê Pérola Negra (Medley: Pérola Negra / O Canto do Negro)"        | Miltão, Reni Veneno / Guiguio                                          | 6:12    |  |
| 3.                                      | "Alegria e Lamento"                                                 | Daniela Mercury                                                        | 4:51    |  |
| 4.                                      | "À Primeira Vista"                                                  | Chico César                                                            | 5:20    |  |
| 5.                                      | "Como Vai Você"                                                     | Antônio Marcos, Mário Marcos                                           | 2:43    |  |
| 6.                                      | "Super-Homem (A Canção)"                                            | Gilberto Gil                                                           | 4:00    |  |
| 7.                                      | "Meu Plano"                                                         | Lenine, Dudu Falcão                                                    | 3:22    |  |
| 8.                                      | "O Mais Belo dos Belos / Por Amor ao Ilê"                           | Guiguio, Valter Farias, Adailton Poesia / Guiguio                      | 5:44    |  |
| 9.                                      | "Negrume da Noite / Ilê de Luz (Citação: Retirantes)"               | Paulinho do Reco, Cuiuba / Suka (Citação: Dorival Caymmi, Jorge Amado) | 4:51    |  |
| 10.                                     | "Noturno (Coração Alado)"                                           | Graco / Caio Silvio                                                    | 3:49    |  |
| 11.                                     | "Protesto do Olodum / Faraó, Divindade do Egito / Como Nossos Pais" | Tatau / Luciano Gomes / Belchior                                       | 6:43    |  |
| 12.                                     | "Requebra / Que Bloco é Esse (Ilê Aiyê) / Nossa Gente (Avisa Lá)"   | Pierre Onassis / Paulinho Camafeu, Nego / Roque Carvalho               | 3:48    |  |
| 13.                                     | "Trio Em Transe"                                                    | Daniela Mercury, Gabriel Póvoas, Marivaldo dos Santos                  | 4:48    |  |
| 14.                                     | "Música de Rua"                                                     | Daniela Mercury, Pierre Onassis                                        | 4:15    |  |
| 15.                                     | "A Rainha do Axé (Rainha Má)"                                       | Daniela Mercury                                                        | 5:44    |  |
| 16.                                     | "O Canto da Cidade"                                                 | Daniela Mercury, Tote Gira                                             | 3:37    |  |

| O Axé, a Voz e o Violão – Edição deluxe da iTunes Store |                                                                         | |         |  |
| N.º                                                     | Título                                                                  | Compositor(es)                                                                                       | Duração |  |
| 1.                                                      | "Dara"                                                                  | Daniela Mercury                                                                                      | 5:40    |  |
| 2.                                                      | "Ilê Pérola Negra (O Canto do Negro / Pérola Negra)"                    | Miltão Reni Veneno Guiguio                                                                           | 6:12    |  |
| 3.                                                      | "O Mar / Jeito Faceiro / Canto ao Pescador / Suite do Pescador / O Mar" | Dorival Caymmi / Jauperi, Pierre Onassis / Jauperi, Pierre Onassis / Dorival Caymmi / Dorival Caymmi | 8:29    |  |
| 4.                                                      | "Alegria e Lamento"                                                     | Daniela Mercury                                                                                      | 4:51    |  |
| 5.                                                      | "À Primeira Vista"                                                      | Chico César                                                                                          | 5:20    |  |
| 6.                                                      | "Como Vai Você"                                                         | Antônio Marcos Mário Marcos                                                                          | 2:43    |  |
| 7.                                                      | "Superhomem, A Canção"                                                  | Gilberto Gil                                                                                         | 4:00    |  |
| 8.                                                      | "Meu Plano"                                                             | Lenine Dudu Falcão                                                                                   | 3:22    |  |
| 9.                                                      | "O Mais Belo do Belos / Por Amor Ao Ilê"                                | Guiguio, Valter Farias, Adailton Poesia / Guiguio                                                    | 5:44    |  |
| 10.                                                     | "Negrume da Noite / Ilê de Luz (Citação: Retirantes)"                   | Paulinho do Reco, Cuiuba / Suka (Dorival Caymmi, Jorge Amado)                                        | 4:51    |  |
| 11.                                                     | "Oyá por Nós"                                                           | Alfredo Moura Margareth Menezes Daniela Mercury                                                      | 4:36    |  |
| 12.                                                     | "O Bêbado e a Equilibrista"                                             | João Bosco Aldir Blanc                                                                               | 3:14    |  |
| 13.                                                     | "Noturno (Coração Alado)"                                               | Graco Caio Silvio                                                                                    | 3:49    |  |
| 14.                                                     | "Cálice / Deus lhe Pague"                                               | Chico Buarque, Gilberto Gil / Chico Buarque                                                          | 2:29    |  |
| 15.                                                     | "Há Tempos"                                                             | Dado Villa-Lobos Renato Russo Marcelo Bonfá                                                          | 3:49    |  |
| 16.                                                     | "Protesto Olodum / Faraó (Divindade do Egito) / Como Nossos Pais"       | Tatau / Luciano Gomes / Belchior                                                                     | 6:43    |  |
| 17.                                                     | "Requebra / Que Bloco É Esse (Ilê Aiyê) / Nossa Gente (Avisa Lá)"       | Pierre Onassis, Nego, Paulinho Camafeu / Roque Carvalho                                              | 3:48    |  |
| 18.                                                     | "Trio em Transe"                                                        | Daniela Mercury Gabriel Póvoas Marivaldo Dos Santos                                                  | 4:48    |  |
| 19.                                                     | "Música de Rua"                                                         | Daniela Mercury Pierre Onassis                                                                       | 4:15    |  |
| 20.                                                     | "Swing da Cor"                                                          | Luciano Gomes                                                                                        | 4:20    |  |
| 21.                                                     | "A Rainha do Axé (Rainha Má)"                                           | Daniela Mercury                                                                                      | 5:44    |  |
| 22.                                                     | "O Canto da Cidade"                                                     | Daniela Mercury Tote Gira                                                                            | 3:37    |  |
| 23.                                                     | "História da Rainha 1" (vídeo)                                          | | 2:41    |  |
| 24.                                                     | "História da Rainha 2" (vídeo)                                          | | 7:16    |  |

| O Axé, a Voz e o Violão – DVD |                                                                         |                |         |  |
| N.º                           | Título                                                                  | Compositor(es) | Duração |  |
| 1.                            | "Dara"                                                                  |                |         |  |
| 2.                            | "Ilê Pérola Negra (Medley: Pérola Negra / O Canto do Negro)"            |                |         |  |
| 3.                            | "O Mar / Jeito Faceiro / Canto ao Pescador / Suíte do Pescador / O Mar" |                |         |  |
| 4.                            | "Alegria e Lamento"                                                     |                |         |  |
| 5.                            | "À Primeira Vista"                                                      |                |         |  |
| 6.                            | "Como Vai Você"                                                         |                |         |  |
| 7.                            | "Super-Homem (A Canção)"                                                |                |         |  |
| 8.                            | "Meu Plano"                                                             |                |         |  |
| 9.                            | "Nobre Vagabundo"                                                       |                |         |  |
| 10.                           | "O Mais Belo dos Belos / Por Amor ao Ilê"                               |                |         |  |
| 11.                           | "Negrume da Noite / Ilê de Luz (Citação: Retirantes)"                   |                |         |  |
| 12.                           | "Oyá Por Nós"                                                           |                |         |  |
| 13.                           | "O Bêbado e a Equilibrista"                                             |                |         |  |
| 14.                           | "Noturno (Coração Alado)"                                               |                |         |  |
| 15.                           | "Cálice / Deus Lhe Pague"                                               |                |         |  |
| 16.                           | "Há Tempos"                                                             |                |         |  |
| 17.                           | "Protesto Olodum / Faraó, Divindade do Egito / Como Nossos Pais"        |                |         |  |
| 18.                           | "Requebra / Que Bloco é Esse (Ilê Aiyê) / Nossa Gente (Avisa Lá)"       |                |         |  |
| 19.                           | "Trio Em Transe"                                                        |                |         |  |
| 20.                           | "Música de Rua"                                                         |                |         |  |
| 21.                           | "Swing da Cor"                                                          |                |         |  |
| 22.                           | "A Rainha do Axé (Rainha Má)"                                           |                |         |  |
| 23.                           | "O Canto da Cidade"                                                     |                |         |  |